# 2018년 스웨덴 산불
2018년 스웨덴 산불은 대부분 2018년 여름에 발생한 스웨덴의 산불로, 여러 나라에서 온 소방관들이 화재 진압에 관여했다. 사망자는 없었으나, 진화에 공군 전투기들이 동원되기도 하였다.